# 야시카 링스 1000
야시카 링스 1000(Yashica Lynx 1000)은 링스 시리즈의 35mm 레인지 파인더 카메라다. 이 카메라는 셀레니움 미터를 사용한다.

## 사양
- 제조회사: 야시카
- 출시년도: 1960
- 카메라 타입: 35mm 레인지 파인더 시스템
- 포커싱: 수동
- 레인지 파인더: 합치식
- 렌즈 마운트: 고정
- 셔터: 코팔 SV 블레이드 셔터 B - 1/1000
- 노출 미터: 셀레니움 셀
- 노출 모드: 수동
- ASA/ISO 범위: 10-800
- 슈: 콜드 슈
- TTL 플래시: 없음
- 모터 구동: 없음
- 배터리: 없음